# ムリンパタ語
ムリンパタ語（ムリンパタご）またはムルリン・パサ語（ムルリン・パサご、英: Murrinh-Patha）とはオーストラリア北部、ノーザンテリトリーのウォデイおよびその周辺部にて話されているオーストラリア先住民の言語である。他のオーストラリア先住民言語の多くが属するパマ・ニュンガン語族などとの系統関係は十分に証明されていない。

## 歴史
1930年代にポート・キーツ（Port Keats、後のウォデイ）を開いたカトリック宣教師リチャード・ドチャティが、元々この地に住んでいたムリンパタ語話者のみならず異なる土地出身の諸民族のためともなる共同体を建設する意図から、本来はマティ・ケ語やマガティ・ゲ語、マルリ・ジャビン語といった固有の言語を話していた集団の共通語としてムリンパタ語を選択した。この様な経緯から、全体的に話者数が減少し危機言語となる傾向にあるオーストラリア先住民語の中では例外的に1979年頃から2009年頃までの間に話者人口の増加が見られた言語となっている。

## 音韻論

### 母音
母音は/i/、/e/、/a/、/u/の4種類である。

### 子音
歯擦音や唇歯摩擦音は存在しない。その一方、そり舌音が4種類存在し、そのうちの一つはrtと綴られる。閉鎖音には有声と無声の区別が存在する。

## 文法

### 動詞
35種類の型が存在する。動詞は人称代名詞や身体語彙を表す目的語にあたる要素を含んだ長い形になる場合がある。
例:
- Puymartalnu. - 「彼は手を切りつけるだろう。」 （グロスは「彼-手-切る-であろう」）[8]
- Perremnunggumangime. - 「お互いに物を与え合った人はごく僅かであった。」[1][9]

この様な抱合語の特徴を持つため、この言語の辞書を製作することには困難が伴うとされるが、これまでに辞書が一つ作成されている。

### 代名詞
31種類が存在する。

### 語順
SOV型に分類される。

## 語彙
数は〈五〉までしか存在しない。

## 関連書籍
辞書：
- (1983). Dictionary: English/Murrinh-Patha. Port Keats via Darwin: Wadeye Press.